# Copenhagen (caballo)
Copenhagen es el caballo que montó el Duque de Wellington en la  batalla de Waterloo el 18 de junio de 1815.

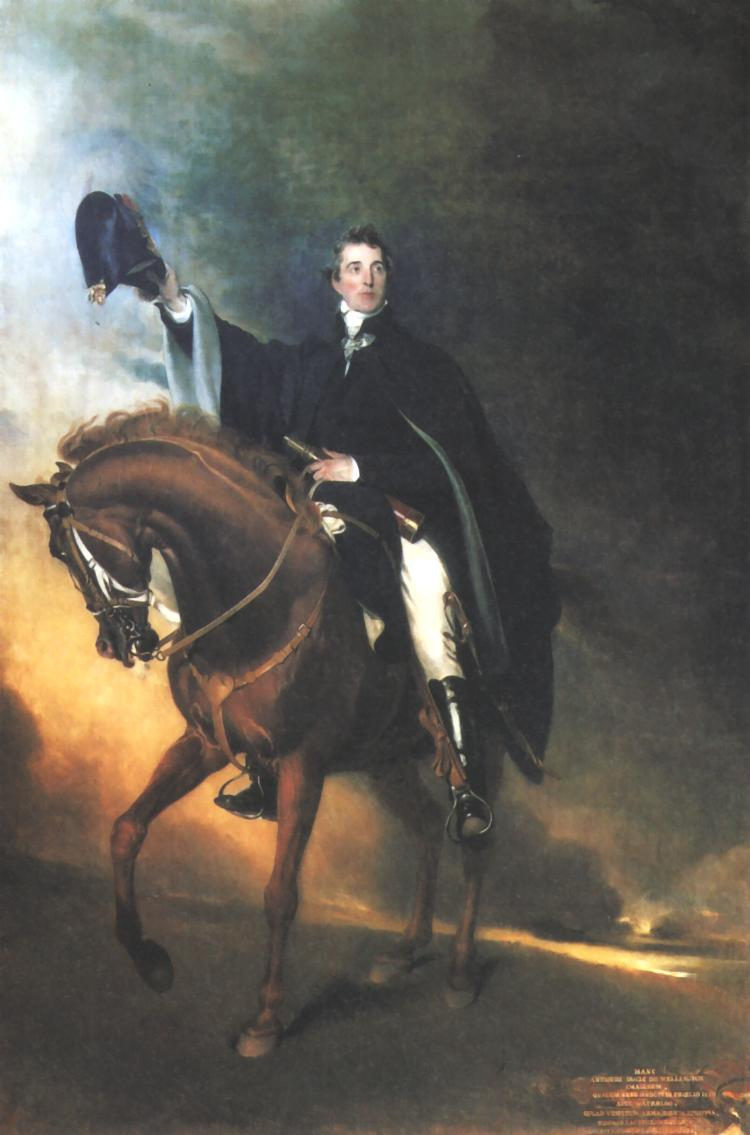
Copenhagen montado por el. Duque de Wellington, según óleo de Sir Thomas Lawrence, pintado en 1818.

Había nacido en 1808, hijo de Meteor, un modesto caballo de carreras que fue segundo en una carrera en Derby de 1786. Copenhagen fue retirado pronto de las carreras y enviado con el ejército británico a la Guerra de la Independencia Española (llamada en Inglaterra la Guerra Peninsular). Wellington lo compró en 1813. Era de pelo castaño y medía 152 centímetros en la cruz.
Ebenezer Cobham Brewer refiere que Wellington lo montó durante todo el día de la batalla de Waterloo, unas 20 horas (de 4 a. m. a 12:00 p. m.).
Después de Waterloo, el caballo pació durante 20 años en los pastos de Strathfieldsaye, que formaban parte del regalo al vencedor de Napoleón hecho por el gobierno británico. Copenhagen murió longevo, en su establo, ya ciego, con 27 años y fue enterrado con honores militares. Wellington, que no estuvo sentimental con el caballo, si eligió el sitio donde debía enterrarse, cerca de donde murió. Aún hoy se conserva la lápida.
Como homenaje a su caballo, el duque de Wellington dijo: “Puede haber habido muchos caballos más rápidos y sin duda muchos más bellos, pero nunca vi uno tan resistente”.

## Estatua ecuestre

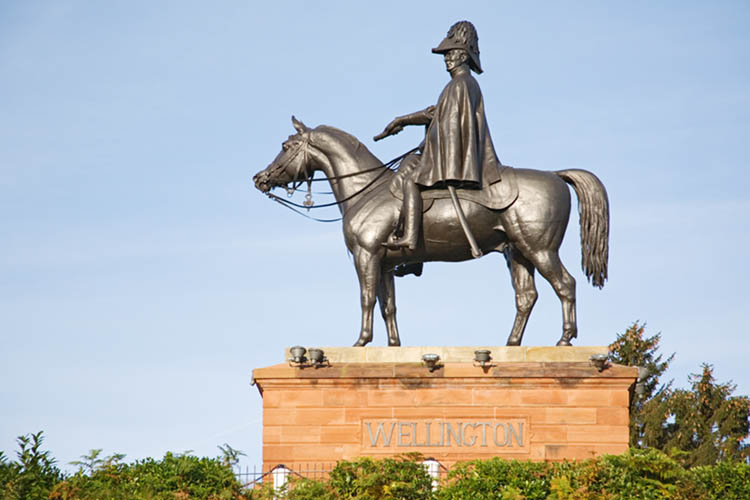
Estatuta de Wellington

La  montando Copenhagen que se erigió en 1846, obra de Matthew Wyatt, utilizó como modelo de caballo a un ejemplar que no se le parecía. Además la obra no goza de proporción entre jinete y caballo, lo que motivó críticas humorísticas en la prensa de la época (Punch). La  escultura de Wellington y su cabalgadura están, después de ser apeada de la puerta conmemorativa y de un traslado, de nuevo en Hyde Park, en Londres.